# Haydnplatz (Innsbruck)

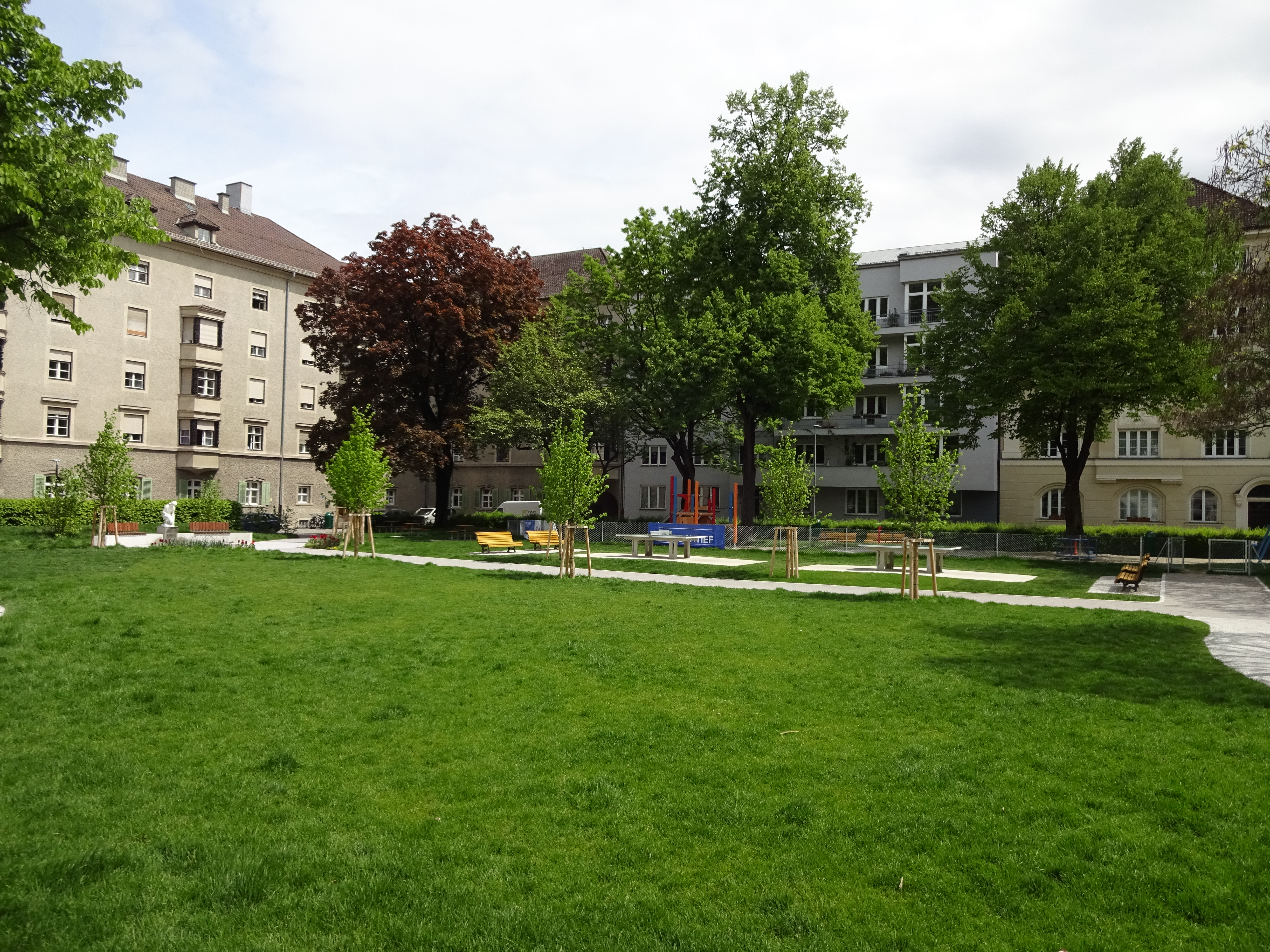
Haydnplatz Richtung Nordosten

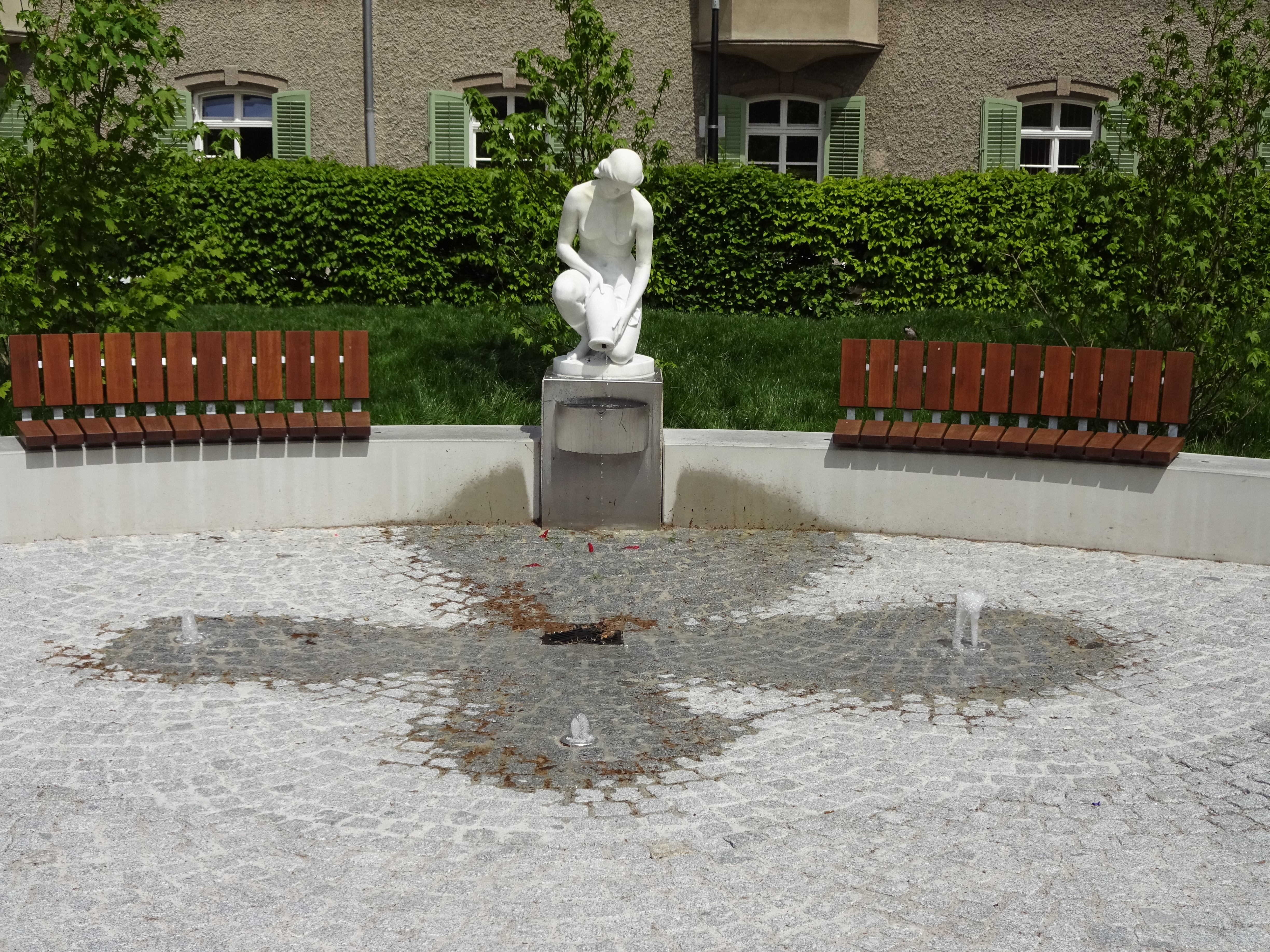
Brunnen

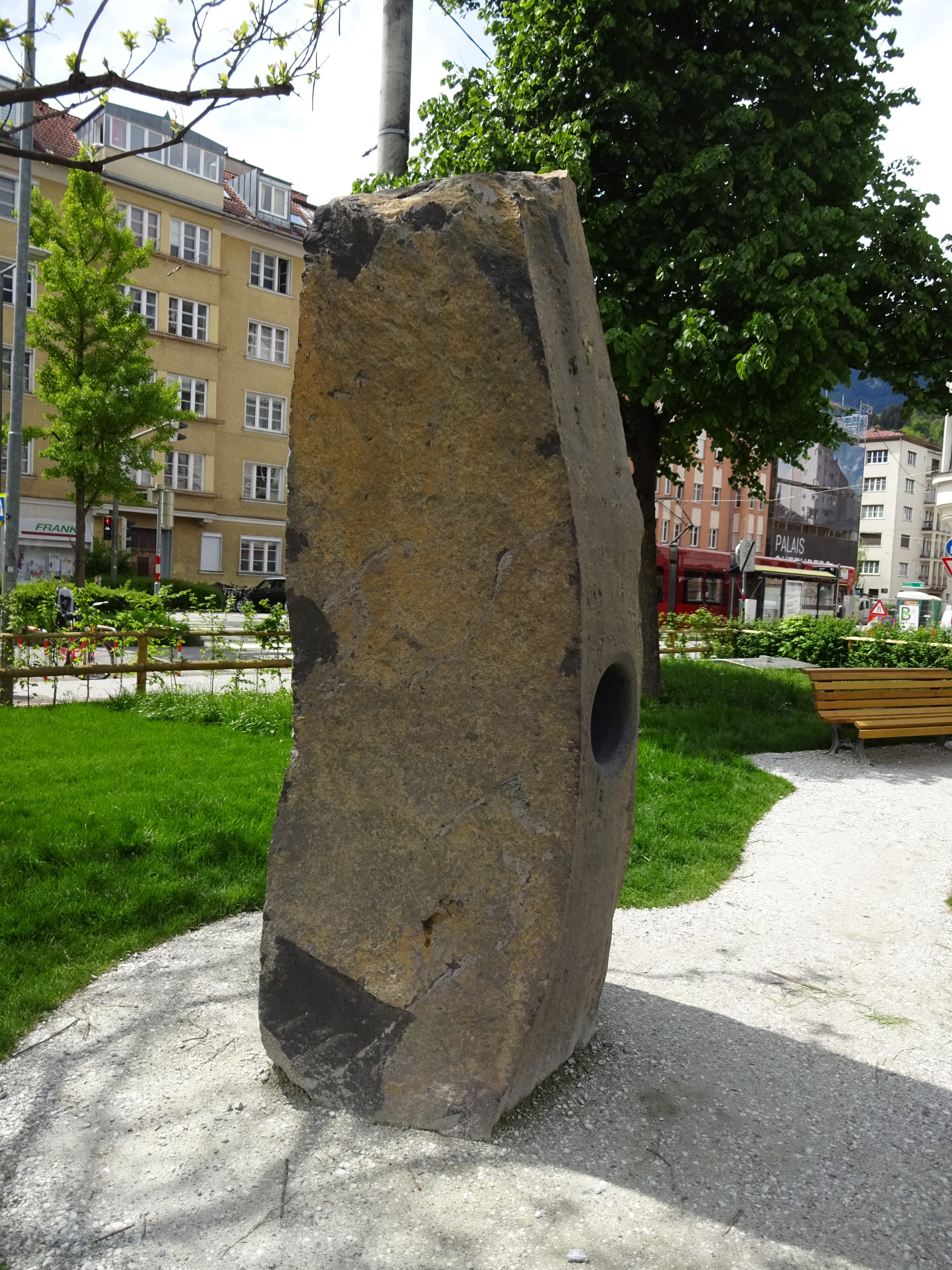
Summstein

Der Haydnplatz ist ein Platz im Innsbrucker Stadtteil Saggen.

## Lage und Gestaltung
Der quadratische, rund 60 × 60 m große Platz liegt an der Erzherzog-Eugen-Straße in der Verlängerung der Kaiser-Franz-Joseph-Straße. An der Nordecke führt die Hugo-Wolf-Straße weiter. Der Platz ist als Grünanlage mit Rasenflächen, Wegen und Bäumen gestaltet. An der Nordostseite befindet sich ein Brunnen mit der von Hans Plangger geschaffenen Marmorfigur Das Mädchen mit dem Krug. Die Südostseite nimmt ein Spielplatz ein. Am Nordwestende liegt die Haltestelle Haydnplatz der Straßenbahn.

## Bauten
Der Platz ist von Wohnhäusern aus der Gründerzeit (Südwest- und Nordwestseite), Zwischenkriegszeit (Südostseite) und der NS-Zeit (Nordwestseite) umgeben. Die Häuser Haydnplatz 1 (errichtet 1910), Haydnplatz 2 (1910/11) und Haydnplatz 5 (1941) stehen unter Denkmalschutz (Listeneinträge). Das 1930–1932 nach Plänen von Franz Baumann errichtete Wohn- und Geschäftshaus Haydnplatz 8 ist ein bedeutendes Beispiel für die Architektur der Neuen Sachlichkeit.

## Geschichte
Der Platz entstand mit der Bebauung des Blocksaggens nach 1900. Im Jahr 1933 beschloss der Gemeinderat die Benennung des Platzes nach Joseph Haydn, der Platz blieb jedoch noch weitgehend ungestaltet. Während und nach dem Zweiten Weltkrieg wurde der Platz von der Bevölkerung unter anderem als Kartoffel- und Krautacker genutzt.
Den nordöstlichen Abschluss des Platzes, in der Sichtachse der Kaiser-Franz-Joseph-Straße, sollte eine Kirche bilden. Der Plan wurde nicht verwirklicht, an ihrer Stelle wurde unter der nationalsozialistischen Herrschaft 1941 ein heute als Wohnungsbau genutztes Berufstätigenheim errichtet. 1948/49 erstellte Clemens Holzmeister einen Entwurf für eine Kirche auf dem Platz, der ebenfalls nicht umgesetzt wurde. Erst 1965/66 wurde rund 200 m nordwestlich an der Ecke Erzherzog-Eugen-Straße/Sennstraße die Liebfrauenkirche als Pfarrkirche für den Saggen errichtet.
In den 1950er Jahren wurde der Platz als Grünanlage gestaltet. 1953 wurde der Brunnen errichtet und mit der bereits 1940–44 von Hans Plangger geschaffenen Marmorfigur Das Mädchen mit dem Krug versehen.
2022 wurde der Platz neu gestaltet. Die Brunnenanlage wurde unter Beibehaltung der denkmalgeschützten Figur modernisiert, die Wege wurden neu angelegt, der Spielplatz vergrößert und saniert. Im westlichen Bereich wurde zum Andenken an den Namensgeber Josef Haydn ein Summstein aufgestellt.